# Suziann Reid
Suziann Reid (* 14. Januar 1977 in Kingston) ist eine ehemalige US-amerikanische Sprinterin jamaikanischer Herkunft.
Die Junioren-Vizeweltmeisterin im 400-Meter-Lauf von 1996 feierte den größten Erfolg ihrer Karriere in der 4-mal-400-Meter-Staffel bei den Leichtathletik-Weltmeisterschaften 1999 in Sevilla. Gemeinsam mit Maicel Malone-Wallace, Michelle Collins und Jearl Miles Clark gewann sie die Silbermedaille hinter der russischen und vor der deutschen Mannschaft. Reid startete in Sevilla auch über 400 m und erreichte die Halbfinalrunde.
Bei den Leichtathletik-Weltmeisterschaften 2001 in Edmonton startete sie wieder in der Staffel. Dabei kostete sie die US-amerikanische Mannschaft die bereits sicher geglaubte Goldmedaille, als sie als Schlussläuferin den Staffelstab fallen ließ. Sie verlor ihren großen Vorsprung und erreichte schließlich das Ziel als Vierte.
Suziann Reid ist 1,67 m groß und hatte ein Wettkampfgewicht von 62 kg.

## Bestleistungen
- 100 m: 12,04 s, 21. Mai 2005, Hermosillo
- 200 m: 23,15 s, 17. April 1999, Austin
- 400 m: 50,74 s, 2. Juli 1999, Lausanne